# セバスティアン・ブランコ
セバスティアン・マルセロ・ブランコ（Sebastián Marcelo Blanco, 1988年3月15日 - ）は、アルゼンチン・ローマス・デ・サモーラ出身のサッカー選手。ポートランド・ティンバーズ所属。アルゼンチン代表。ポジションはミッドフィールダー。

## 経歴
CAラヌースのユースチームでキャリアをスタートさせ、2006年にトップチームに昇格した。2011年、ウクライナのFCメタリスト・ハルキウに移籍した。
2014年8月30日、プレミアリーグに昇格し積極補強を敢行するウェスト・ブロムウィッチ・アルビオンFCへ加入することが発表された。移籍金は非公開。当移籍期間における11人目の新契約選手として、1年延長オプション付きの2年契約を交わした。
2017年2月2日、CAサン・ロレンソ・デ・アルマグロからMLSのポートランド・ティンバーズに特別指定選手として加入した。

## 代表歴
2009年4月17日、ディエゴ・マラドーナ監督によってアルゼンチン代表に招集された。5月20日の親善試合・パナマ戦でデビューした。2010年5月5日の親善試合・ハイチ戦で代表初得点を挙げた。

## タイトル

### クラブ
ラヌース
- プリメーラ・ディビシオン : 2007アペルトゥーラ

サン・ロレンソ
- スーペルコパ・アルヘンティーナ : 2015